# James Lord Pierpont
James Lord Pierpont (n. 25 aprilie 1822, Boston, Massachusetts, SUA – d. 5 august 1893, Winter Haven⁠(d), Florida, SUA) a fost un organist, textier și compozitor american, cunoscut mai ales ca autor al cântecului „Jingle Bells”, intitulat inițial „One Horse Open Sleigh”, care a fost publicat în toamna anului 1857.

## Legături externe
- Materiale media legate de James Lord Pierpont la Wikimedia Commons
- „James Lord Pierpont”. Find a Grave. Accesat în 14 februarie 2008.
- "Jingle Bells" Historical Marker
- Lucrări de James Lord Pierpont la Proiectul Gutenberg
- Opere de sau despre James Lord Pierpont la Internet Archive
- Lucrări de James Lord Pierpont la LibriVox (cărți audio aflate în domeniul public)